# قرار مجلس الأمن التابع للأمم المتحدة رقم 1625
قرار مجلس الأمن التابع للأمم المتحدة رقم 1625، الذي تم تبنيه بالإجماع في مؤتمر القمة العالمي لعام 2005 في 14 سبتمبر 2005، تبنى المجلس إعلانًا بشأن دور مجلس الأمن في منع نشوب النزاعات، ولا سيما في إفريقيا حيث تدور العديد من النزاعات المسلحة.
تم اعتماد القرار 1625، إلى جانب القرار 1624 (2005)، في اجتماع لرؤساء الدول أو الحكومات.

## إعلان

### أعمال
وأعرب القرار عن تصميم المجلس على تعزيز فعالية الأمم المتحدة في منع نشوب الصراعات المسلحة، من خلال:
(أ) تقييم التطورات في المناطق المعرضة لخطر الصراع المسلح ومطالبة الأمين العام بتقديم المعلومات؛
(ب) متابعة مبادرات الدبلوماسية الوقائية للأمين العام؛
(ج) دعم مبادرات الوساطة الإقليمية؛
(د) القدرات الداعمة للإنذار المبكر؛
(هـ) طلب المساعدة من المجلس الاقتصادي والاجتماعي للأمم المتحدة؛
(و) اتخاذ تدابير للتصدي للاتجار غير المشروع بالأسلحة واستخدام المرتزقة؛
(ز) تعزيز المؤسسات التي تؤدي إلى السلام والاستقرار والتنمية المستدامة؛
(ح) دعم الدول الأفريقية لبناء مؤسسات قضائية مستقلة.
وفي غضون ذلك، طُلب من الأمين العام تقديم معلومات عن النزاعات المسلحة المحتملة إلى المجلس، ولا سيما من أفريقيا، ومساعدة البلدان المعرضة لخطر الصراع وتعزيز مبادرات إدارة النزاعات الإقليمية.
وشدد المجلس على أهمية استراتيجيات منع نشوب النزاعات لتلافي التأثير السلبي على القطاعات الأمنية والاقتصادية والاجتماعية والسياسية والإنسانية في البلدان التي تواجه أزمات. كما تم تسليط الضوء على نهج إقليمي، لا سيما فيما يتعلق بالتسريح ونزع السلاح وإعادة الإدماج، وسيتم اتخاذ إجراءات ضد الاستغلال غير القانوني للموارد الطبيعية الذي يؤجج الصراع. ودُعي أيضاً إلى زيادة التعاون بين الأمم المتحدة والمنظمات الإقليمية ودون الإقليمية، وفقاً للفصل الثامن من ميثاق الأمم المتحدة.
النصف الأخير من القرار خاطب الدول الأفريقية. وشجع المجلس الدول الأفريقية على الانضمام إلى ميثاق الاتحاد الأفريقي بشأن عدم الاعتداء والدفاع المشترك المؤرخ 31 كانون الثاني / يناير 2005، والعمل مع الأمانة العامة للأمم المتحدة والمكاتب الإقليمية لتنفيذ تدابير لإرساء السلام والأمن والاستقرار والديمقراطية والتنمية المستدامة. وفي غضون ذلك، طُلب من المجتمع الدولي دعم الدول الأفريقية في تحقيق الأهداف المذكورة أعلاه، وتنمية قدرات المنظمات الأفريقية الإقليمية ودون الإقليمية لنشر الأصول المدنية والعسكرية عند الحاجة.

## روابط خارجية
- نص القرار في undocs.org